# LC电路

LC电路原理图

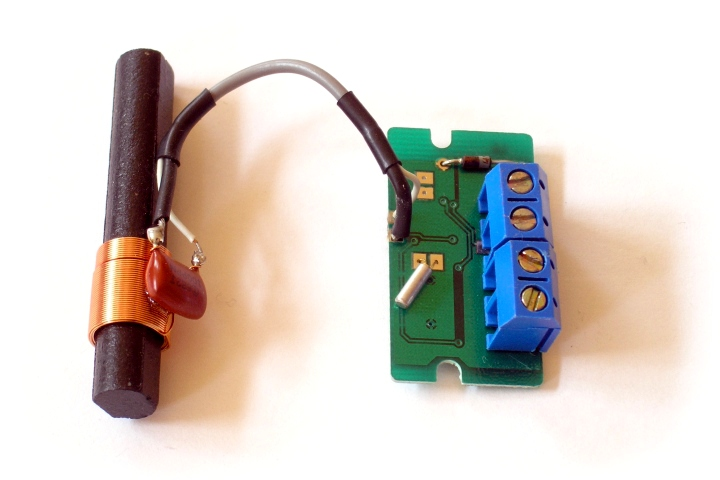
由铁氧体线圈和电容器组成的LC电路（左）用作無線電時鐘中一个接收器的调谐电路。

LC电路，也称为谐振电路、槽路或调谐电路，是包含一个电感（用字母L表示）和一个电容（用字母C表示）连接在一起的电路。该电路可以用作电谐振器，储存电路共振时振荡的能量。
LC电路既用于产生特定频率的信号，也用于从更复杂的信号中分离出特定频率的信号。它们是许多电子设备中的关键部件，特别是无线电设备，用于振盪器、滤波器、调谐器和混频器电路中。
理想的LC電路模型，不存在任何電阻性負載所造成的能量消耗，然而，在實際情況中，任何一个LC电都会存在包含组件和连接导线的尽管小却非零的电阻而导致的损耗。LC电路的目的通常是以最小的阻尼振荡，因此电阻做得尽可能小。虽然实际中没有无损耗的电路，但研究这种电路的理想形式对获得理解和物理性直觉都是有益的。对于带有电阻的电路模型，参见RLC电路。

## 術語
在LC电路中，L代表電感，单位：亨利（H），C代表电容，单位：法拉（F）。
电磁振盪完成一次周期性变化需要的时间叫做周期，一秒内完成的周期性变化的次数叫做频率。
振盪电路中发生电磁振盪时，如果没有能量损失，也不受其他外界的影响，这是电磁振盪的周期和频率，叫做振盪电路的固有频率和固有周期。固有周期可以用下式求得
{\displaystyle T=2\pi {\sqrt {LC}}}
其时间常数为L/R.

## 时域解

### 基尔霍夫定律
以LC並聯電路為例，电容两端的电压 VC 等於电感两端的电压 VL ：
{\displaystyle V_{C}=V_{L}.\,}
流入电容的电流等于流出电感的电流：
{\displaystyle i_{C}=-i_{L}.\,}
从电路元件的本构关系可知
{\displaystyle V_{L}(t)=L{\frac {\mathrm {d} i_{L}}{\mathrm {d} t}}\,}
并且
{\displaystyle i_{C}(t)=C{\frac {\mathrm {d} V_{C}}{\mathrm {d} t}}.\,}

### 微分方程
移項並代换得到二阶微分方程
{\displaystyle {\frac {\mathrm {d} ^{2}i_{L}(t)}{\mathrm {d} t^{2}}}+{\frac {1}{LC}}i_{L}(t)=0.\,}
参数 ω0，谐振角频率定义为：
{\displaystyle \omega _{0}={1 \over {\sqrt {LC}}}}
使用它可以简化微分方程
{\displaystyle {\frac {\mathrm {d} ^{2}i_{L}(t)}{\mathrm {d} t^{2}}}+\omega _{0}^{2}i_{L}(t)=0.\,}
相關的拉普拉斯變換是
{\displaystyle s^{2}+\omega _{0}^{2}=0}
因此，
{\displaystyle s={\displaystyle \pm }j\omega _{0}\,}
其中 j 为虛數單位。